# Соларо (Франция)
Соларо́ (фр. Solaro, корс. U Sulaghju) — коммуна во Франции, находится в регионе Корсика. Департамент коммуны — Верхняя Корсика. Входит в состав кантона Прунелли-ди-Фьюморбо. Округ коммуны — Корте.
Код INSEE коммуны — 2B283.

## Население
Население коммуны на 2008 год составляло 651 человек.
| 1962 | 1968 | 1975 | 1982 | 1990 | 1999 | 2008 |
| ---- | ---- | ---- | ---- | ---- | ---- | ---- |
| 310  | 291  | 309  | 477  | 476  | 583  | 651  |

## Экономика
В 2007 году среди 402 человек в трудоспособном возрасте (15—64 лет) 243 были экономически активными, 159 — неактивными (показатель активности — 60,4 %, в 1999 году было 55,2 %). Из 243 активных работали 207 человек (109 мужчин и 98 женщин), безработных было 36 (16 мужчин и 20 женщин). Среди 159 неактивных 23 человека были учениками или студентами, 87 — пенсионерами, 49 были неактивными по другим причинам.